# Сєверний (заказник)
Мисливський заказник «Сє́верний» — державний мисливський заказник регіонального значення, що знаходиться в Удмуртії, Росія. Названий так, тому займає північну частину республіки.
Розташований на території двох районів — Ярського та Глазовського. Північна межа проходить до кордону з Кіровською областю від залізниці Пудем-Омутнінськ на заході до автодороги Глазов-Омутнінськ на сході. Східна межа проходить по самій дорозі від кордону на півночі майже до присілку Дондикар на півдні. Південна — від Дондикару по дорозі через присілки Шудзя та Нижній Колевай до залізниці Пудем-Омутнінськ. На заході межа проходить по залізниці на північ до кордону з Кіровською областю.
В 2011 році територію заказника було збільшення за рахунок створення зони нової категорії — загальнодоступні мисливські угіддя. Вони утворені в результаті об'єднання колишньої зони міста Глазова та 20% мисливських угідь, відданих Глазовським товариством мисливців та рибалок. Колишня зелена зона міста має площу 13,5 тисяч га і розташована в таких межах: на півночі від річки Убить на схід по річці Чепца через присілок Верхня Богатирка до річки Омуть; на сході по цій річці на південь до автодороги Глазов-Адам і по ній на схід включаючи квартали 96-102; південна по автодорозі Глазов-Качкашур через місто до присілку Кожиль; західна від цього присілку до гирла річки Убить.
На території заказника живуть такі тварини (чисельність станом на 2011 рік), як дикий кабан (приблизно 150 голів), лось (605 голів), вовк та лисиця, рись (26 особин), ведмідь бурий (поширені в основному на півночі; 107 особин), борсук (134 особини), заєць, куниця, норка, вивірка, бобер. Серед птахів — вальдшнеп, селезень, гуси, глухар, тетерук, рябчик, качки, голуби. Працівниками заказника ведеться підкорм кабанів та ведмедів, посіви кормових трав (майже 30 га), облаштовуються та утримуються солонці для лосів, встановлюються та оновляються аншлаги, картосхеми та наглядові вежі, відстріл вовків та вилов лисиць, рейдування з охорони річок та ставків.